# Береговой уступ «Серово»
Береговой уступ «Серово» - перспективный памятник природы, расположенный между посёлками Ушково и Серово в Курортном районе Санкт-Петербурга. Будущая особо охраняемая природная территория (ООПТ) включает в себя памятники культурно-исторического наследия: парк «Каменная гора», объекты архитектуры постройки до 1917 года усадьбы «Каунис и Тойволо».

Береговой уступ Серово
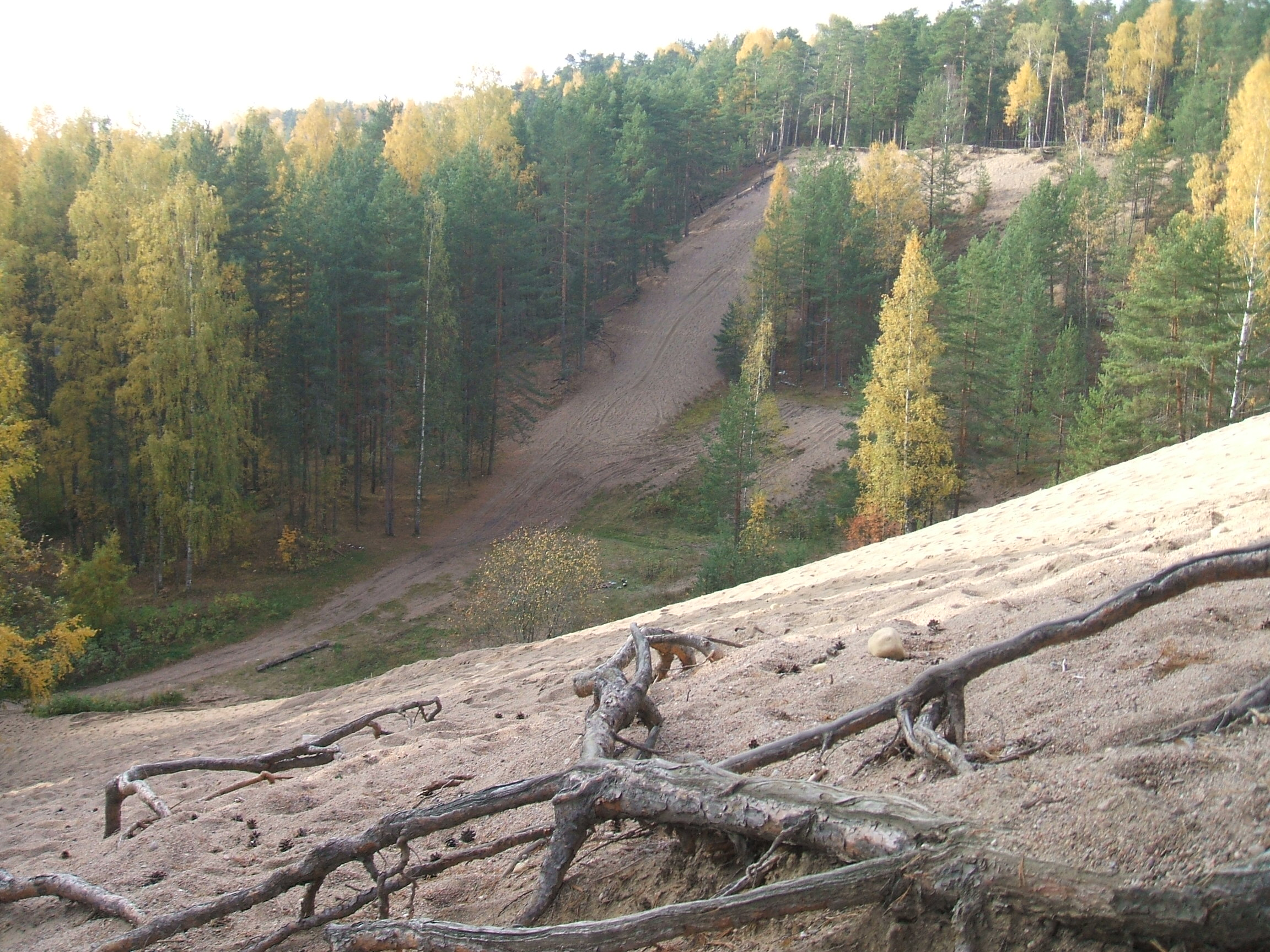
Рекреационная нагрузка
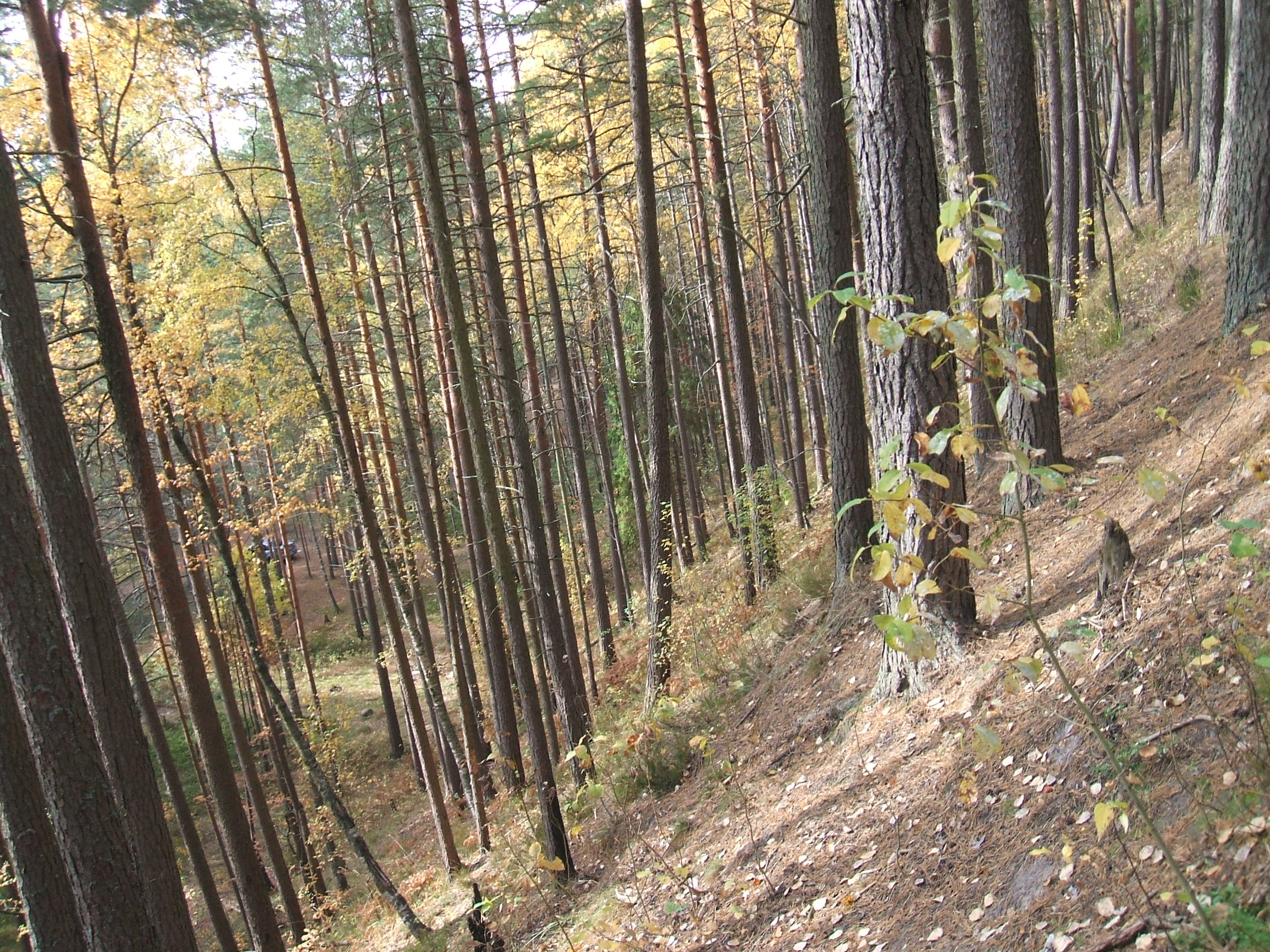
Природный комплекс
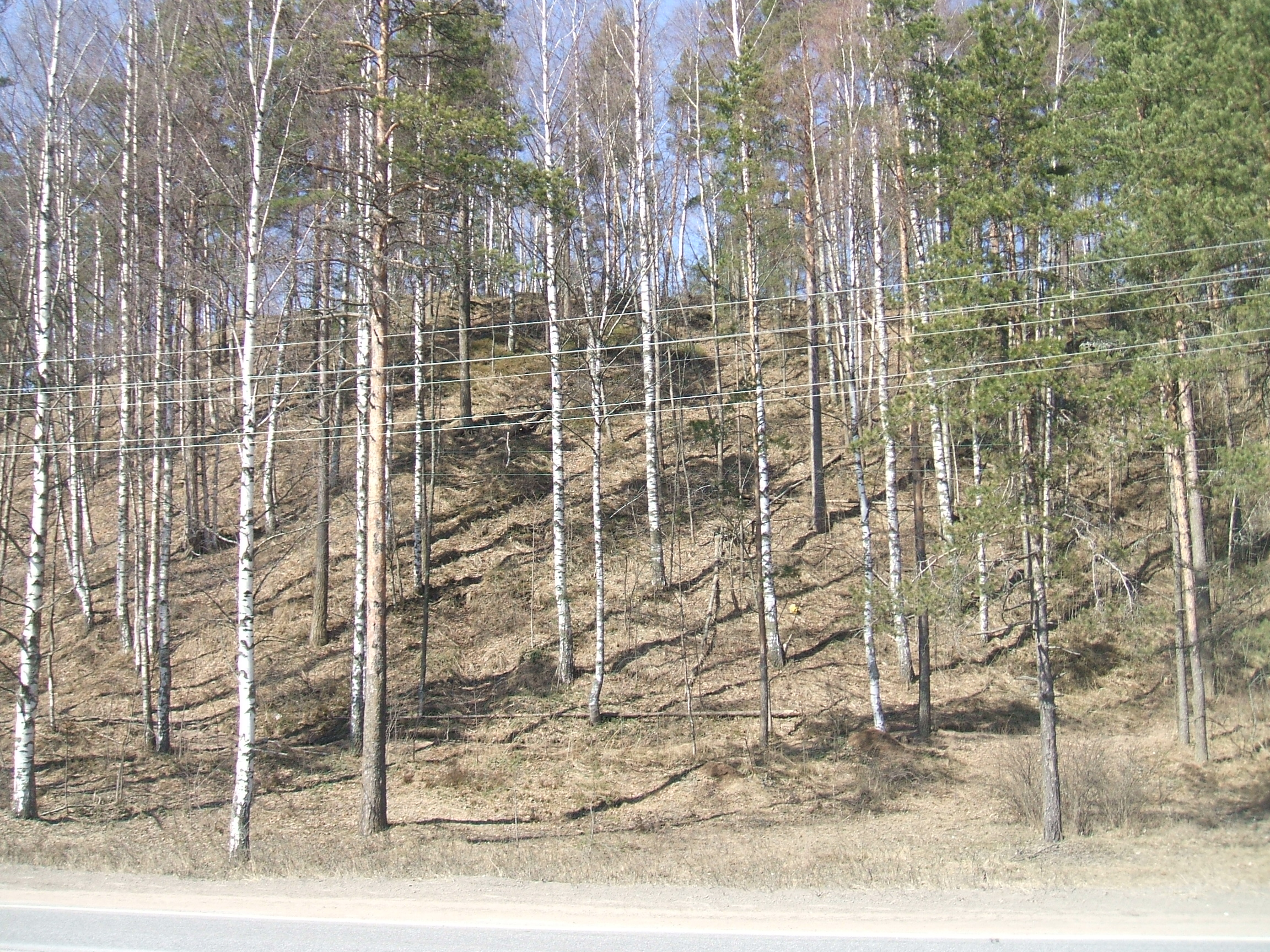
Литориновый уступ
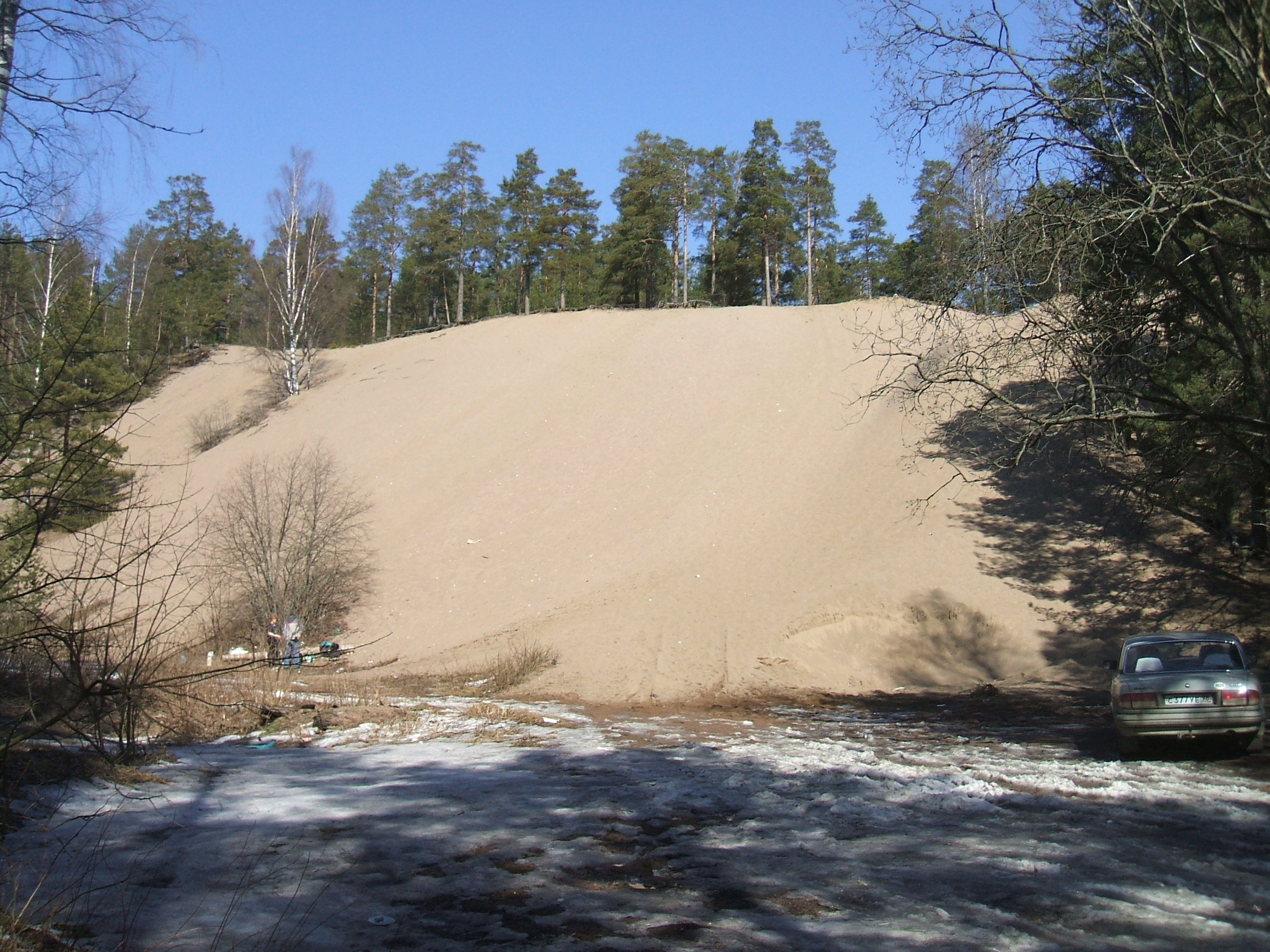
Гора смерти

## Парк «Корниш»

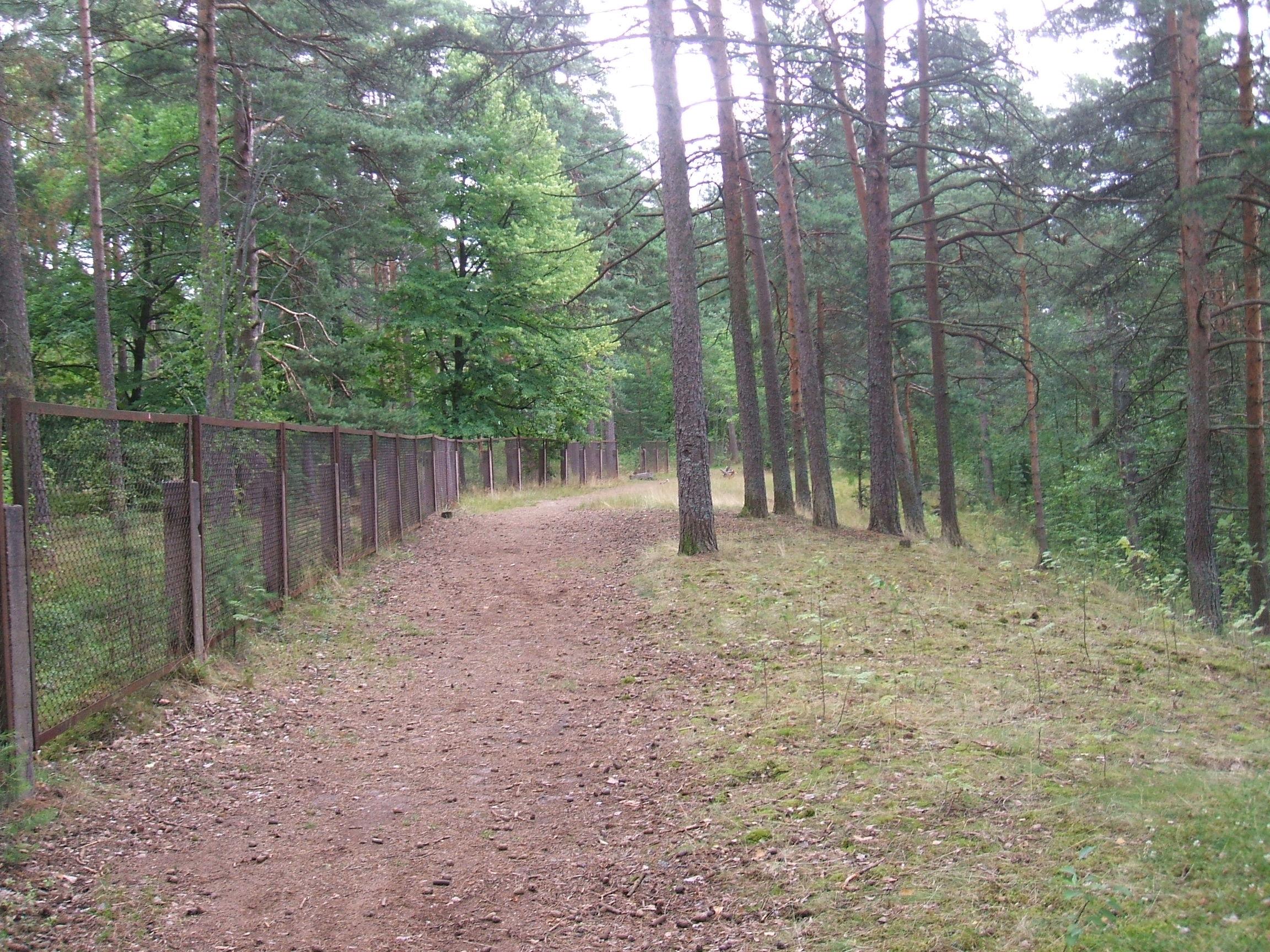
Бульвар «Корниш»

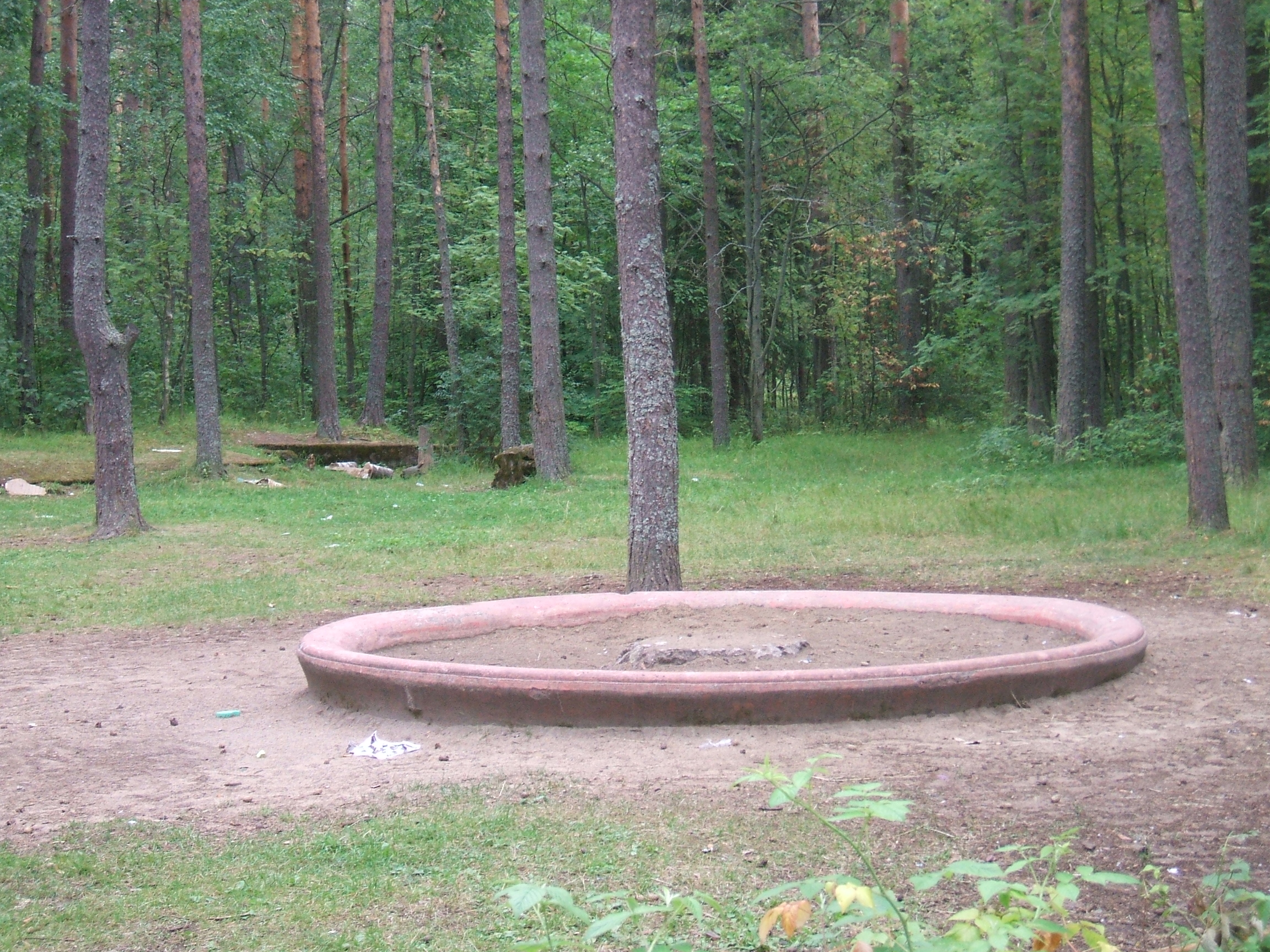
В парке"Корниш"

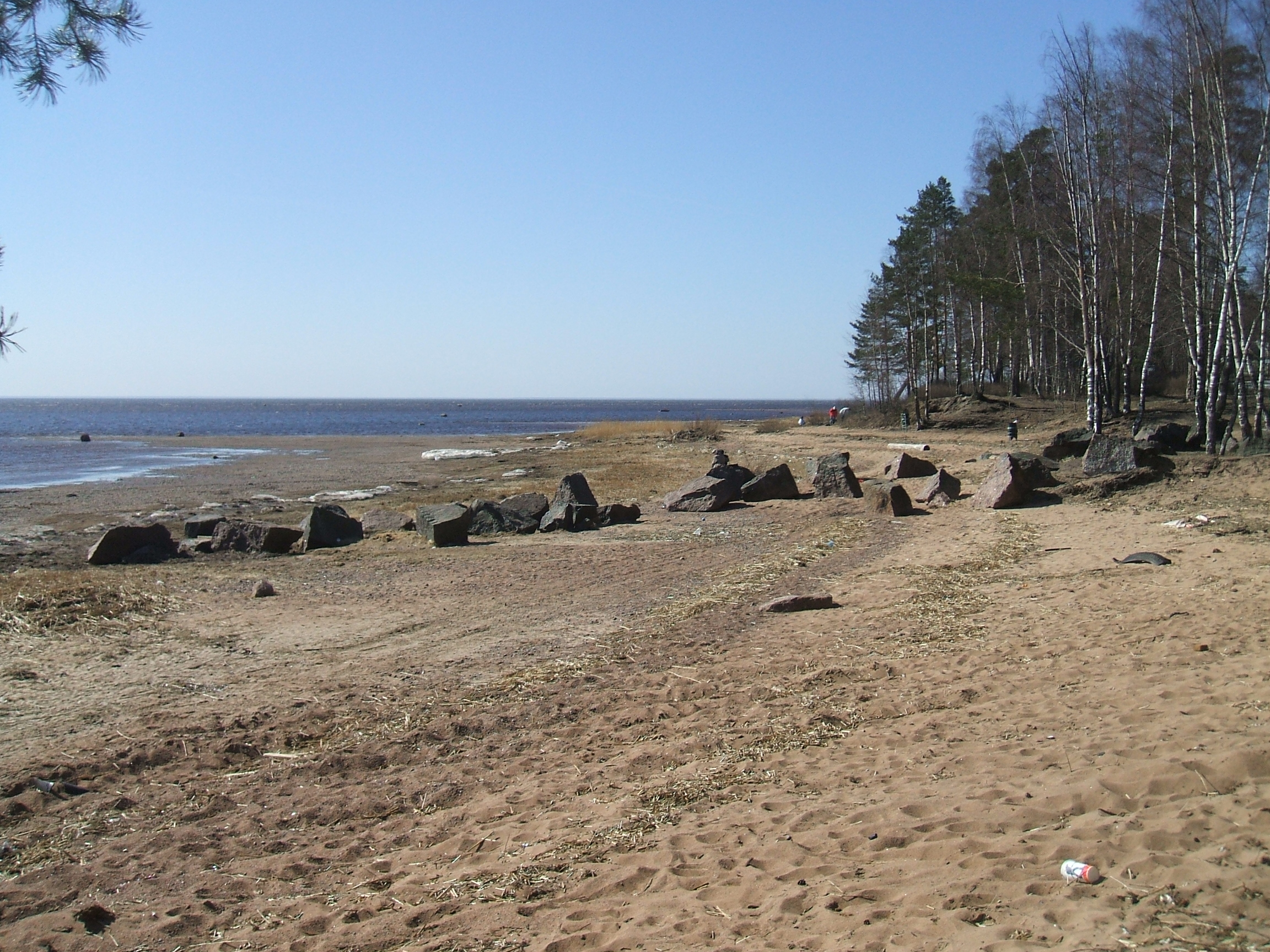
линия VT

Пейзажный парк «Корниш» располагается на высоком обрыве в 200—300 м от берега Финского залива. На террасе этой возвышенности были построены особняки акционерного общества «Каунис и Тойвола». Сохранился «Нагорный бульвар Корниш», устроенный вдоль бровки Литоринового уступа в имении Орловского В. К. в начале XX века. Бульвар Корниш был задуман как прогулочная дорога длиной более 700 м, откуда открываются виды на нижнюю террасу и Финский залив. Сохранились остатки декоративных ворот из бетона, ограды и фундаменты сооружений. К западу от оврага, прорезающего Литориновый уступ, на крутом склоне сохранилась подпорная стенка из крупных гранитных глыб. Она служила основанием смотровой площадки на территории бывшей дачи Шереметьева А. Д., построенной в конце XIX века — начале XX века. О более позднем периоде в истории Карельского перешейка напоминают остатки финской оборонительной линии VT («Ваммелсуу-Тайпале»), сооружённой в 1941-1944 годах. Линия представляет собой полосу траншей и противотанковых надолбов шириной до 10 м, выходящих к побережью Финского залива.

## Парк «Каменная Гора»
Парк «Каменная Гора» является самым близким к Санкт-Петербургу и самым южным на Карельском перешейке выходом гранитного кристаллического щита на поверхность. Находится рядом с железнодорожной платформой Ушково.

Парк Каменная Гора
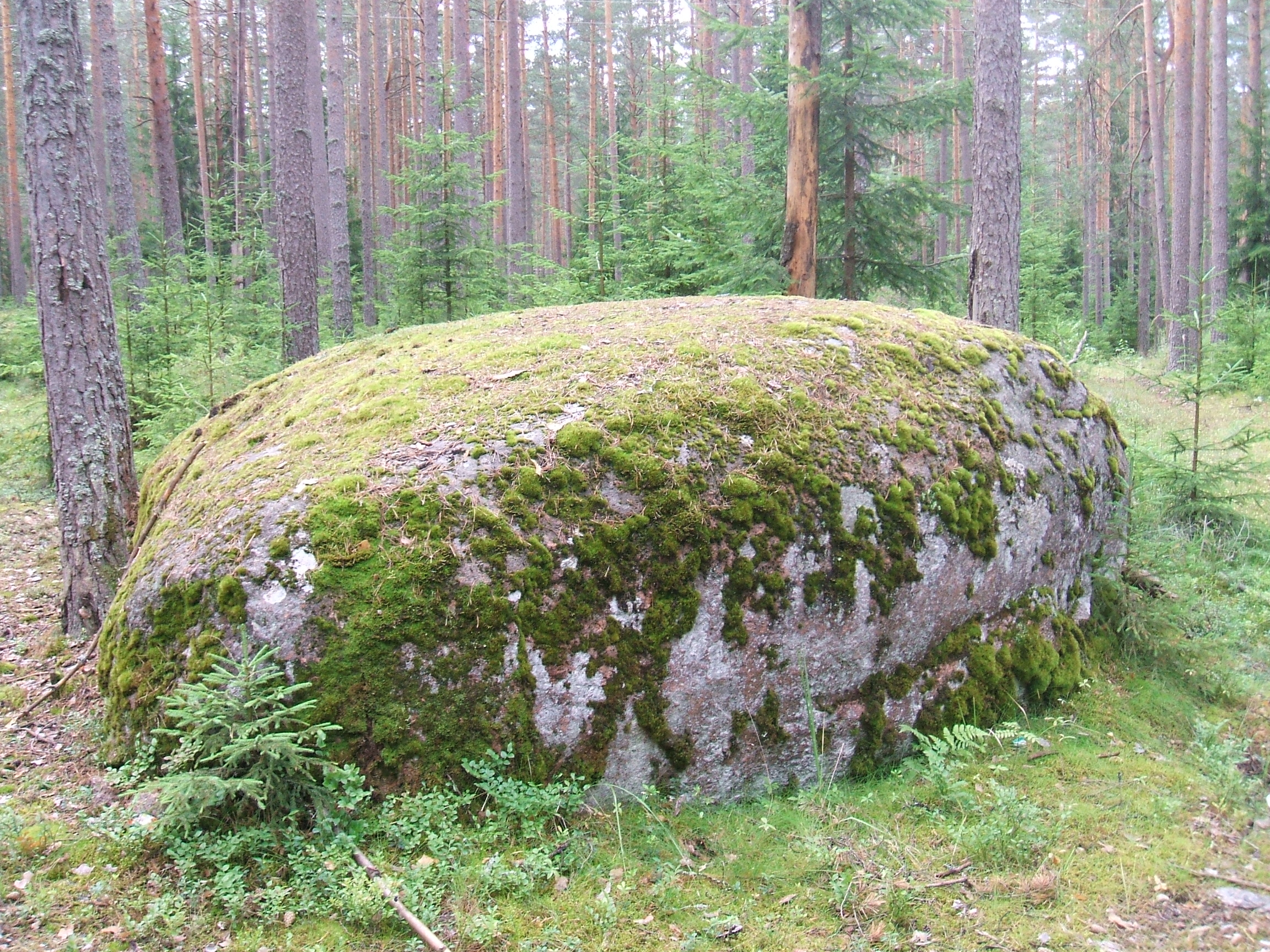
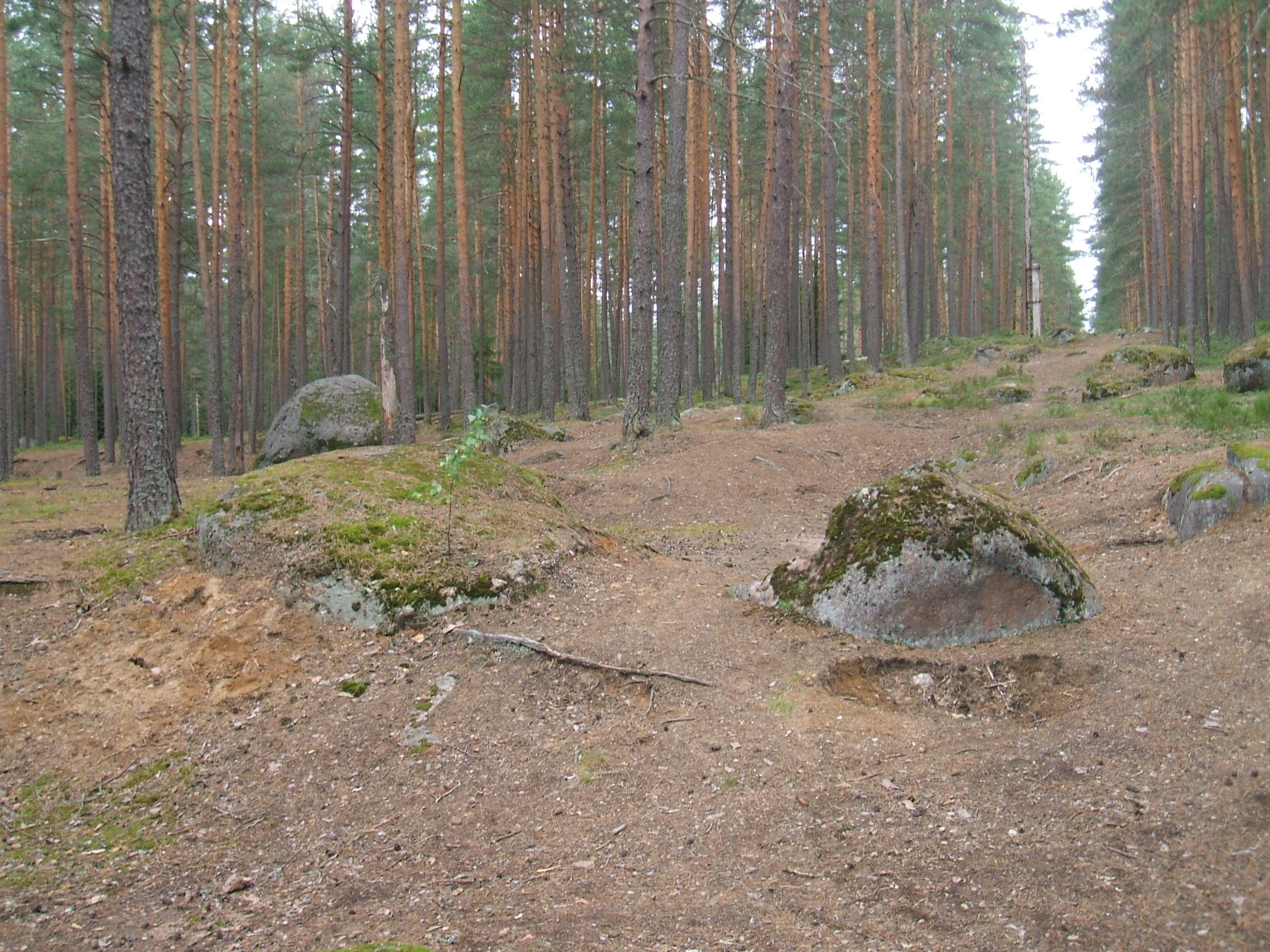
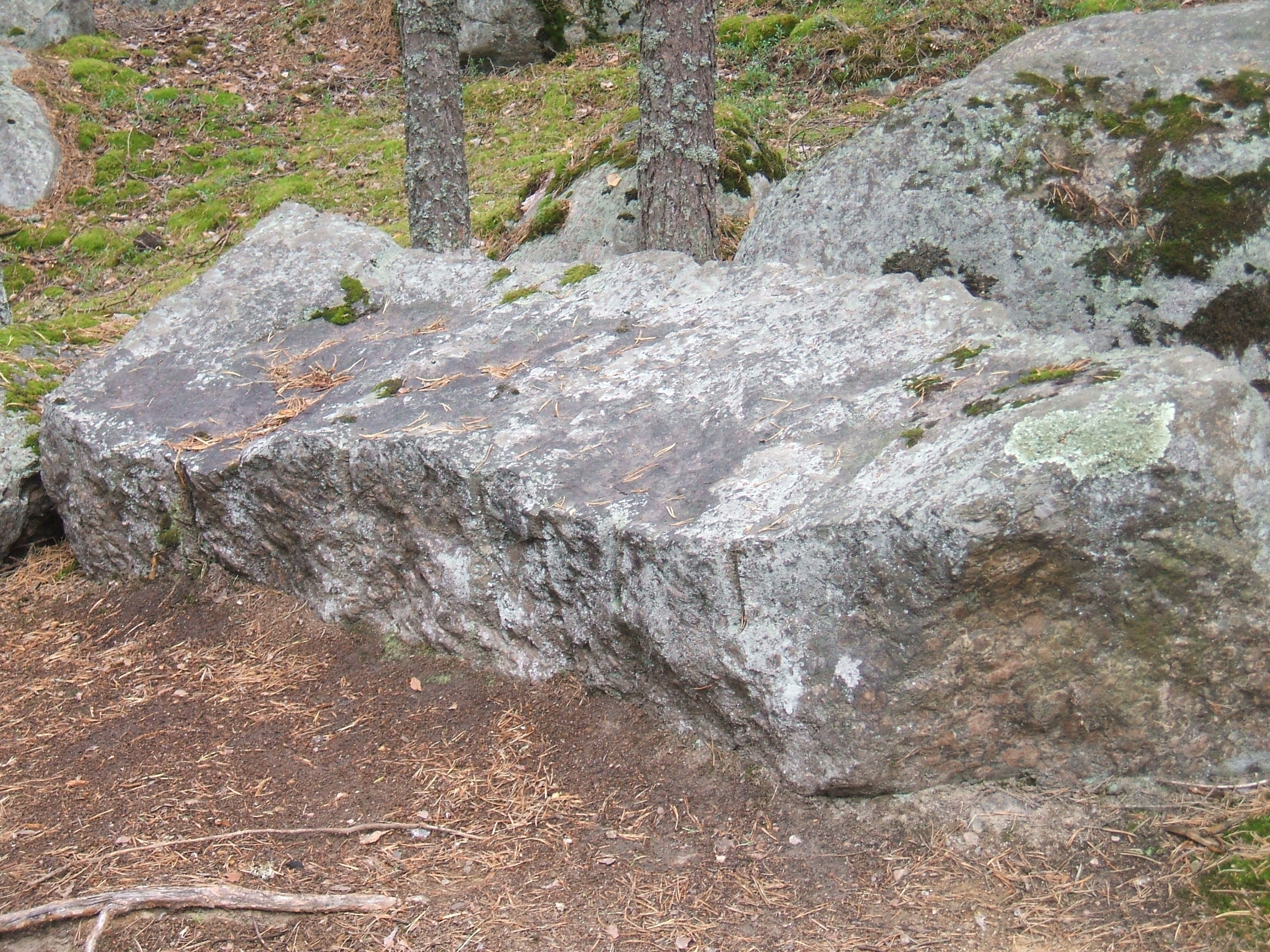
Добывались блоки
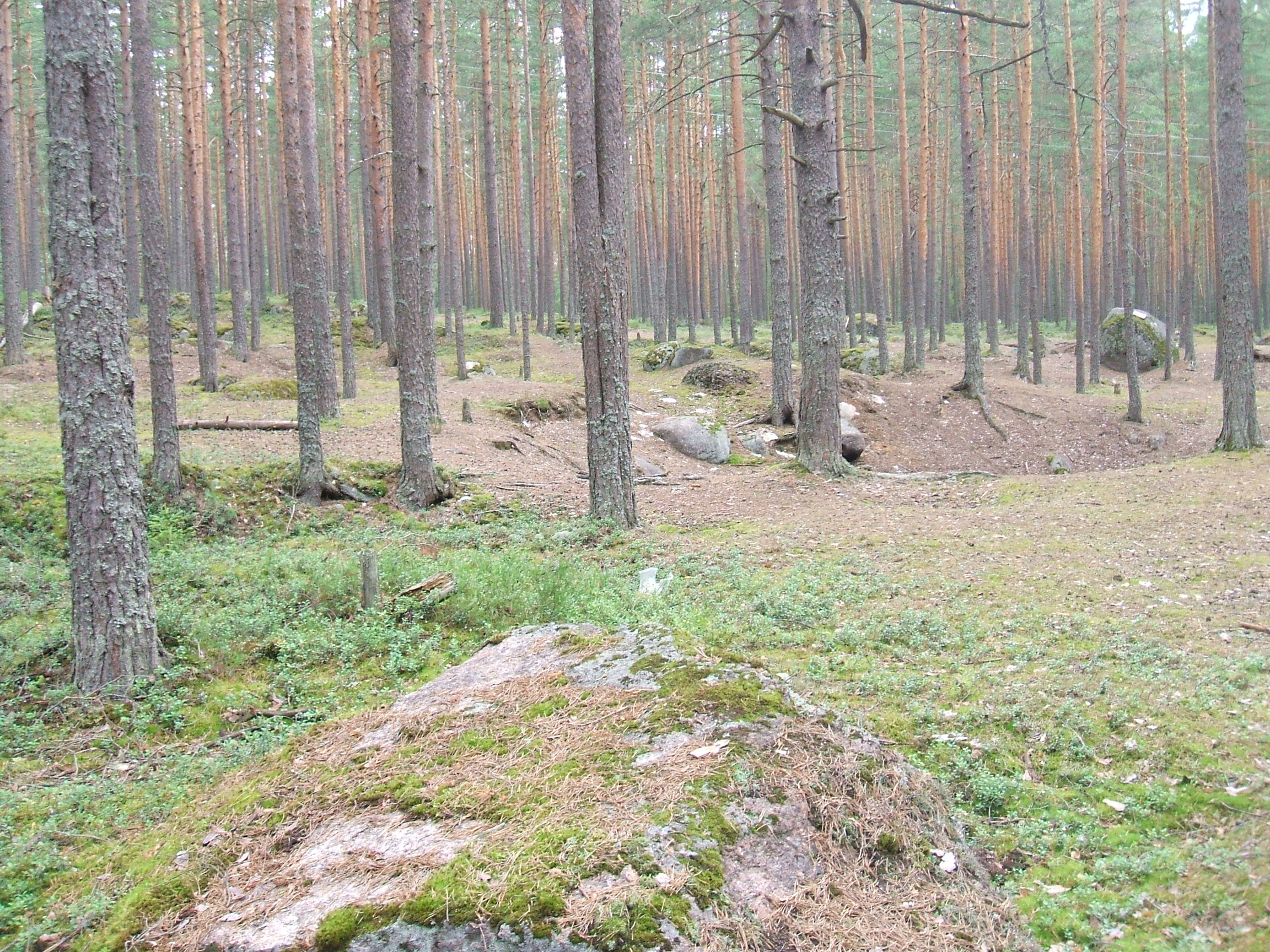

## Акционерное общество «Каунис и Тойвола»
Каунис и Тойвола (фин. Kaunis ja toivola) — название акционерного общества, созданного предпринимателем и талантливым архитектором Орловским в начале XX века, когда после строительства железной дороги Санкт-Петербург — Хельсинки на побережье Финского залива развернулось интенсивное дачное строительство. Дословно Каунис и Тойвола в переводе с финского означает место прекрасных надежд. Однако на самом месте это были два соседних земельных участка, принадлежавших финским землевладельцам Тойвола и Каунису, которые продали их Орловскому, а последний, разделив большое землевладение на небольшие усадьбы продавал их Санкт-Петербургским гражданам под дачи. Одновременно было организовано производство строительных материалов, проектирование и строительство особняков, прокладка дорог, производство электроэнергии и уличное электроосвещение, планировалась прокладка трамвайной ж.д. Заложены парки: «Каменная гора», «Корниш». Интенсивное развитие посёлка было прервано Октябрьской социалистической революцией 1917 года.
Имения Акционерного общества «Каунис и Тойвола»: две дачи с территорией по адресу: пос. Ушково, Пляжевая ул., 10; Дачная ул.; Пионерская ул., корп. 2, 3 включены в Региональный уровень охраны памятников культурно-исторического наследия на основании:
- Закон Санкт-Петербурга от 05.07.1999 N 174-27
- Закон Санкт-Петербурга от 02.07.1997 N 141/47
- Указ Президента РФ от 05.05.1997 N 452
- Решение Исполкома Ленгорсовета от 05.12.1988 N 963

Дома А.О. Каунис и Тойвола
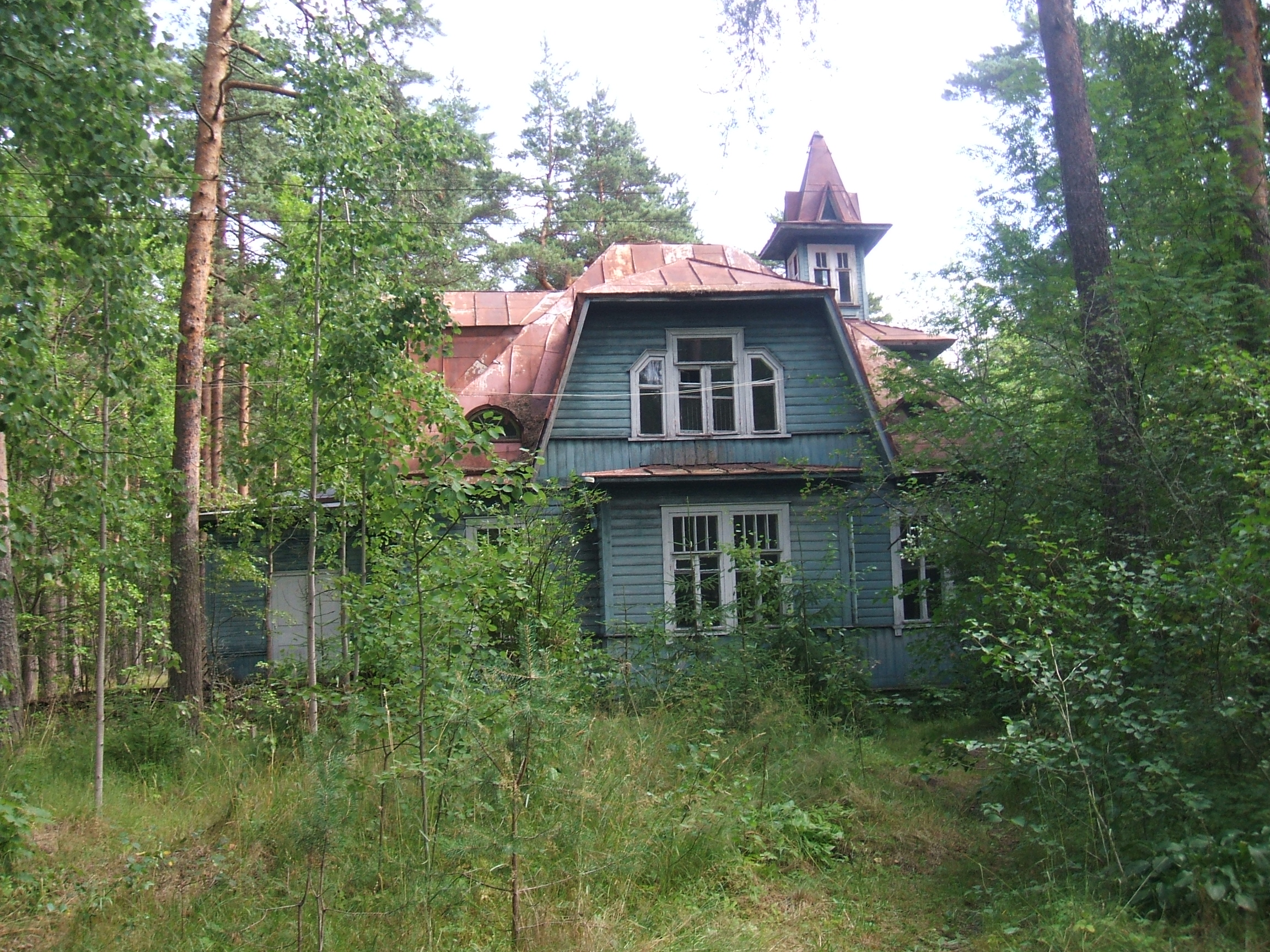
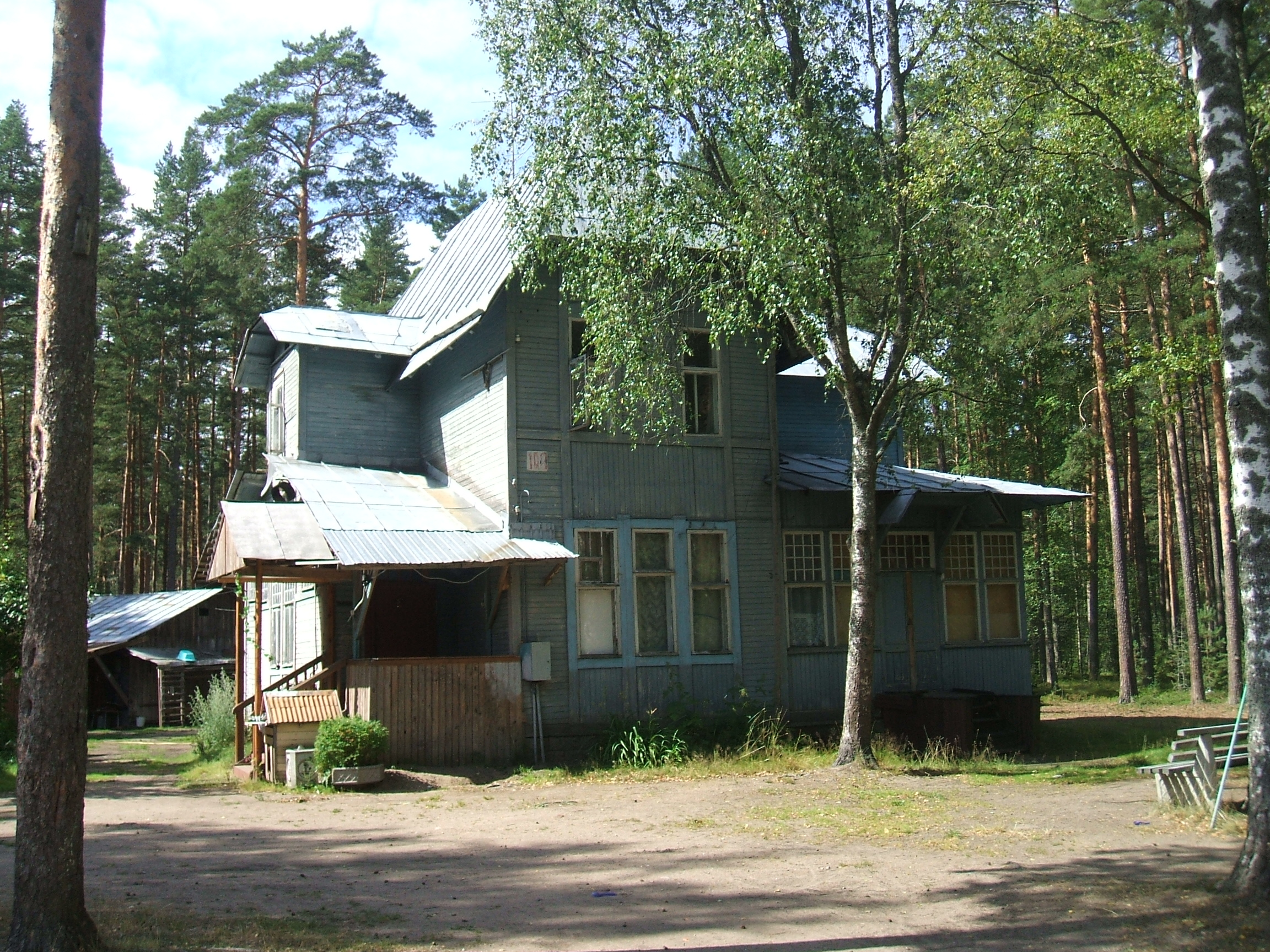
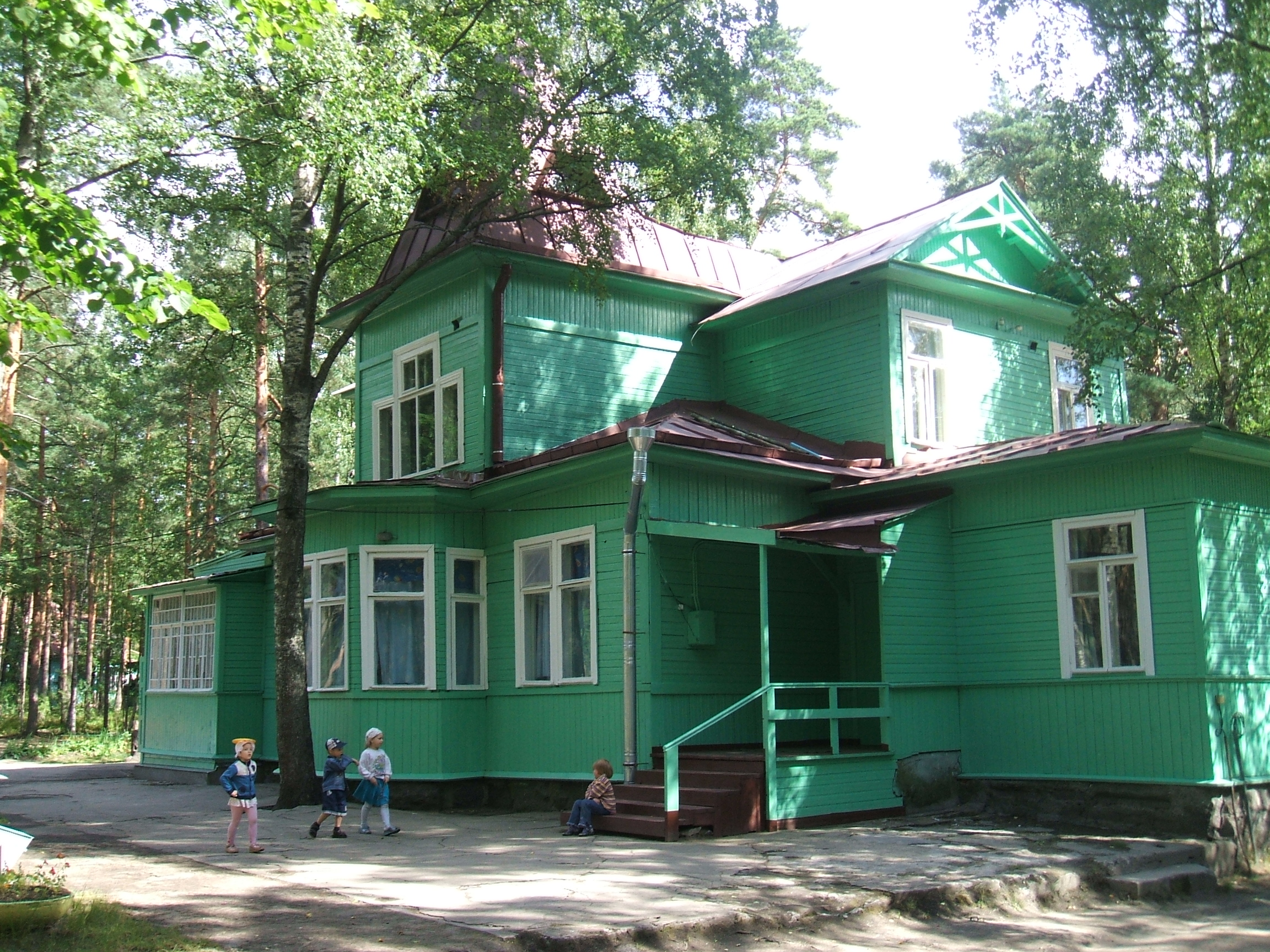
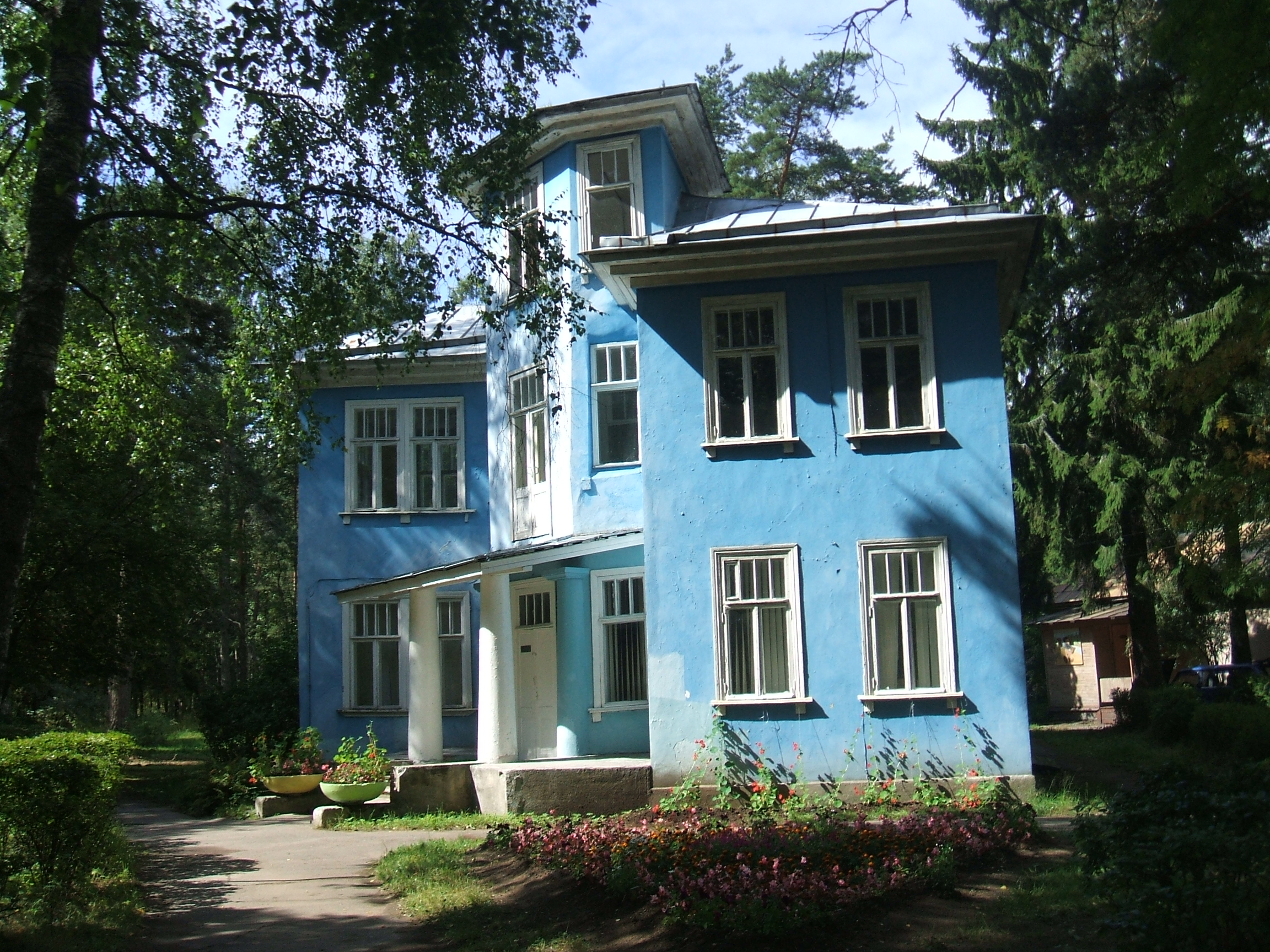
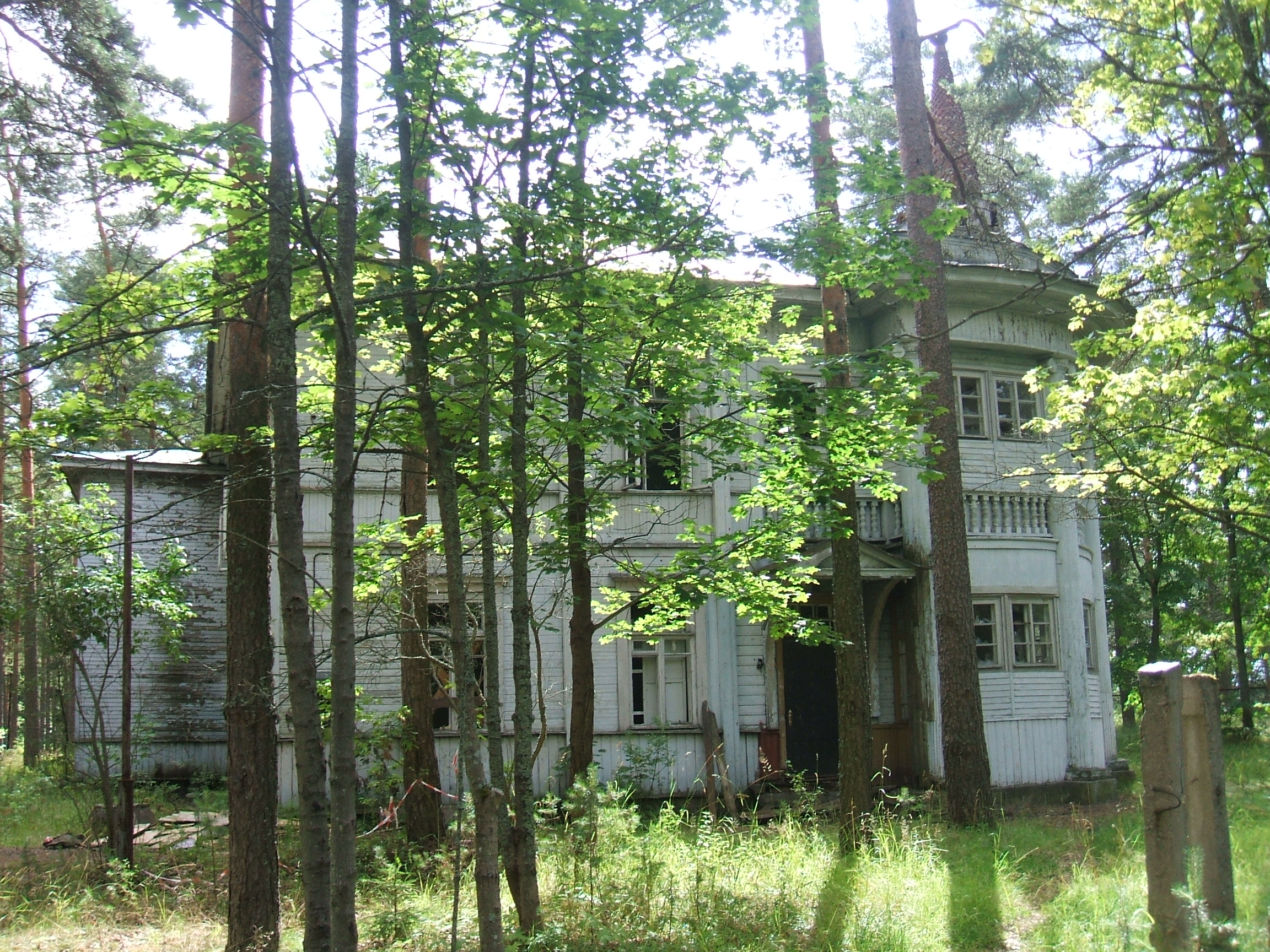
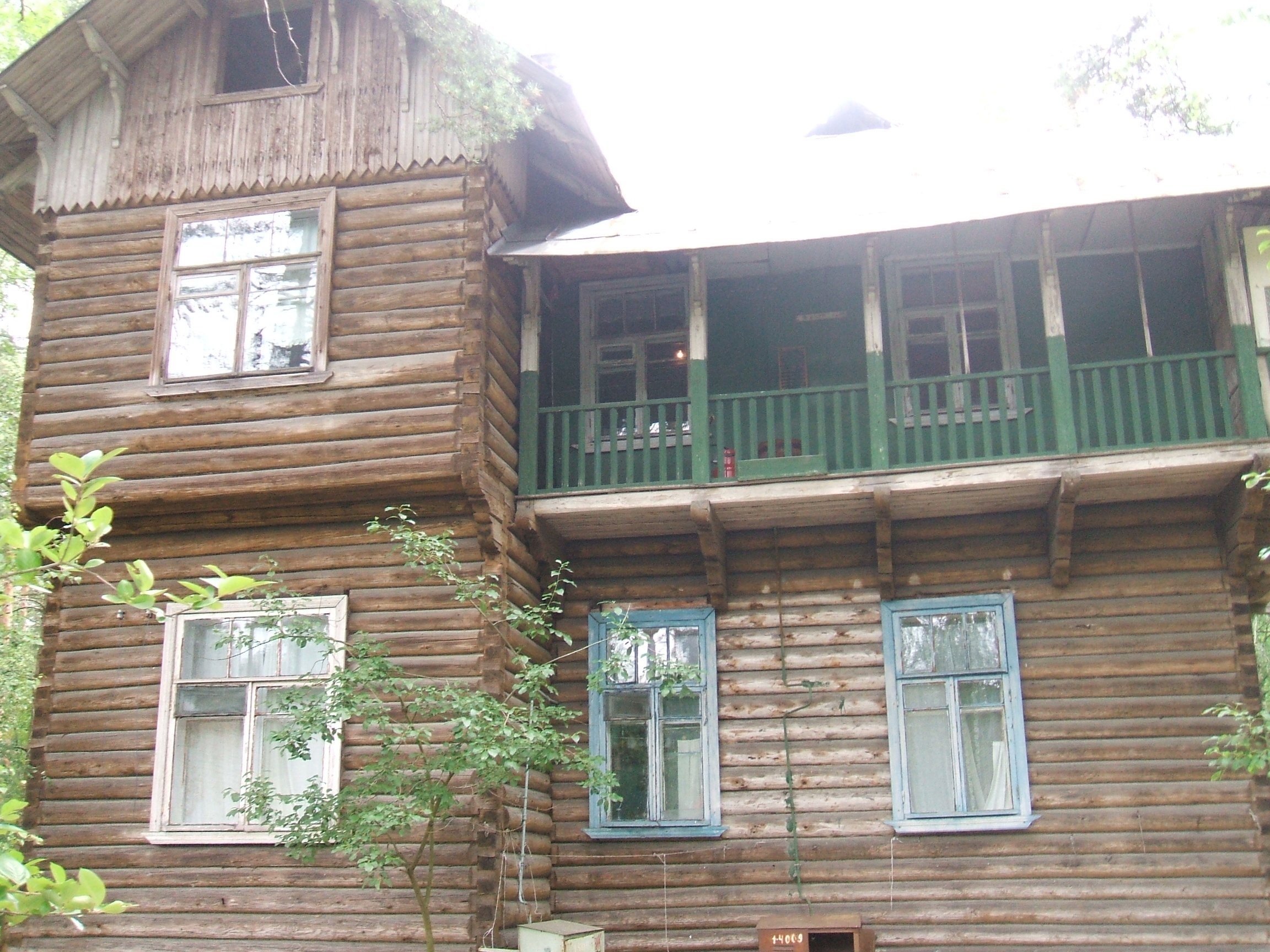
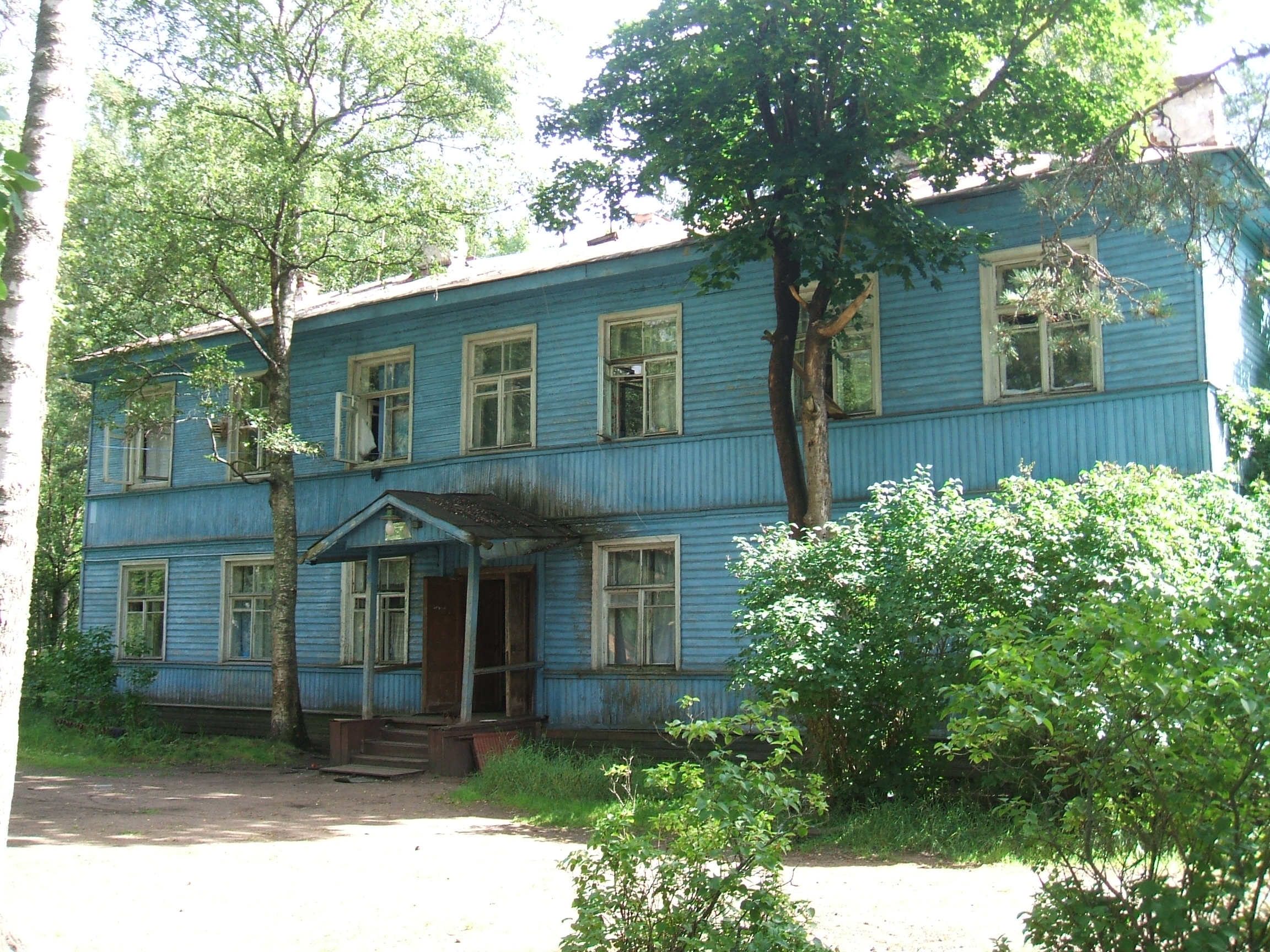
Пляжевая 10/2